# Seixal
Seixal és un municipi portuguès, situat al districte de Setúbal, a la regió de Lisboa i a la subregió de Península de Setúbal. L'any 2004 tenia 164.715 habitants. Limita a l'est amb Barreiro, al sud amb Sesimbra, a l'oest amb Almada i al nord amb l'estuari del Tajo,

## Demografia
| Població del concelho de Seixal (1849 – 2004) | Població del concelho de Seixal (1849 – 2004) | Població del concelho de Seixal (1849 – 2004) | Població del concelho de Seixal (1849 – 2004) | Població del concelho de Seixal (1849 – 2004) | Població del concelho de Seixal (1849 – 2004) | Població del concelho de Seixal (1849 – 2004) | Població del concelho de Seixal (1849 – 2004) |
| --------------------------------------------- | --------------------------------------------- | --------------------------------------------- | --------------------------------------------- | --------------------------------------------- | --------------------------------------------- | --------------------------------------------- | --------------------------------------------- |
| 1849                                          | 1900                                          | 1930                                          | 1960                                          | 1981                                          | 1991                                          | 2001                                          | 2004                                          |
| 4.383                                         | 6.661                                         | 10.088                                        | 20.470                                        | 89.169                                        | 116.912                                       | 150.271                                       | 164.715                                       |

## Freguesies
- Aldeia de Paio Pires
- Amora
- Arrentela
- Vila de Corroios
- Fernão Ferro
- Seixal